# 圣艾尼昂德克拉梅尼勒
圣艾尼昂-德克拉梅尼勒（法語：Saint-Aignan-de-Cramesnil，法語發音：[sɛ̃t‿ɛɲɑ̃ də kʁamenil] ⓘ）是法国卡尔瓦多斯省的一个旧市镇，属于卡昂区。2019年，圣艾尼昂-德克拉梅尼勒与市镇加尔塞勒-塞克维尔合并为新市镇勒卡斯特莱。

## 地理
圣艾尼昂-德克拉梅尼勒（49°4'51"N, 0°16'47"W）面积6.91 平方千米，位于法国诺曼底大区卡爾瓦多斯省，该省份为法国西北部沿海省份，北濒大西洋英吉利海峡，东北与滨海塞纳省以海上边界相接，东临厄尔省，南至奧恩省，西与芒什省接壤。
与圣艾尼昂-德克拉梅尼勒接壤的市镇（或旧市镇、城区）包括：桑托、孔特维尔、丰特奈勒马尔米永、弗雷内勒皮瑟、加尔塞勒-塞克维尔、普西拉康帕涅、罗康库尔、卡斯蒂讷昂普莱讷。
圣艾尼昂-德克拉梅尼勒的时区为UTC+01:00、UTC+02:00（夏令时）。

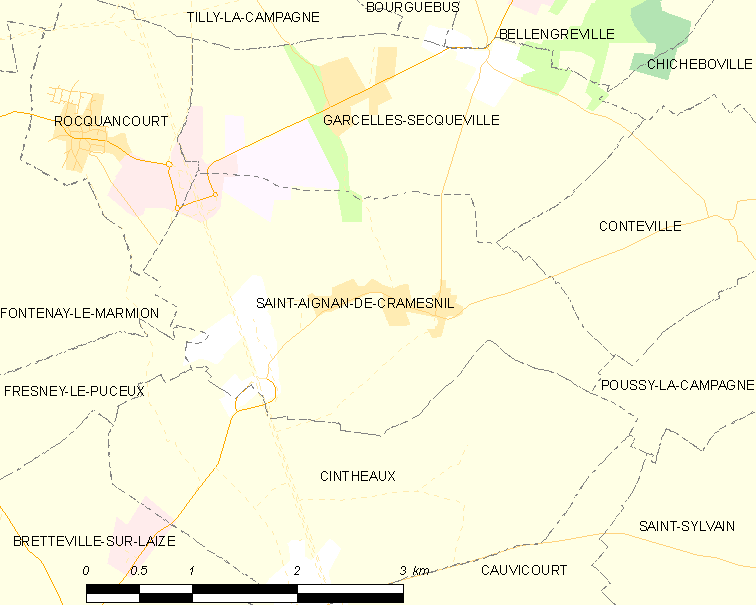
圣艾尼昂-德克拉梅尼勒的OSM定位图

## 行政
圣艾尼昂-德克拉梅尼勒的邮政编码为14540，INSEE市镇编码为14554。

## 政治
圣艾尼昂-德克拉梅尼勒所属的省级选区为埃夫勒西县。

## 人口
圣艾尼昂-德克拉梅尼勒于2018年1月1日时的人口数量为632人。

1962-2008年间圣艾尼昂-德克拉梅尼勒人口变化图示